# Хасберген (Нинбург-Везер)
Хасберген (њем. Haßbergen) општина је у њемачкој савезној држави Доња Саксонија. Једно је од 36 општинских средишта округа Нинбург (Везер). Према процјени из 2010. у општини је живјело 1.548 становника. Посједује регионалну шифру (AGS) 3256011.

## Географски и демографски подаци
Хасберген се налази у савезној држави Доња Саксонија у округу Нинбург (Везер). Општина се налази на надморској висини од 24 метра. Површина општине износи 17,1 km². У самом мјесту је, према процјени из 2010. године, живјело 1.548 становника. Просјечна густина становништва износи 91 становника/km².